# Аликовская волость
Аликовская волость — административная единица в составе Курмышского уезда Нижегородской губернии (до 1781 года), и Ядринского уезда Казанской Губернии (1781—1913). Ныне территория Аликовского и Красночетайского районов  Чувашской Республики. Волостной центр - село    Аликово.

## История
В период вхождения волости в Курмышский уезд в по данным II ревизии 1747 г. в волости числились населённые пункты:
| Название                    | Совр. название | Совр. расположение |
| --------------------------- | -------------- | ------------------ |
| село Успенское Аликово тож  | Аликово        | Аликовский         |
| деревня Пандикова           | Пандиково      | Красночетайский    |
| деревня Кошкильдина         | Кошкильдино    | Красночетайский    |
| сельцо Никольское Устье тож | Устье          | Аликовский         |
| деревня Ильгишева           | Ильгишево      | Аликовский         |
| деревня Питишева            | Питишево       | Аликовский         |
| деревня Мочеева Тенигешева  | Мочей          | Красночетайский    |